# Mesopolobus minutus
Mesopolobus minutus är en stekelart som beskrevs av Dzhanokmen 1982. Mesopolobus minutus ingår i släktet Mesopolobus och familjen puppglanssteklar.
Artens utbredningsområde är Kazakstan. Inga underarter finns listade i Catalogue of Life.